# Ann Hjort
Ann Hjort (født 11. oktober 1956) er en dansk skuespillerinde. Hun er bl.a. kendt for at have medvirket som Puk i Nissebanden i Grønland i 1989.
Hun er uddannet fra Århus Teater i 1983. Under optagelserne til Nissebanden i Grønland mødte hun Finn Nielsen, der spillede Skipper. De fik sønnen Anton Hjort Nielsen. I 1989-1990 medvirkede hun i musicalen Kielgasten med bl.a Kim Larsen.
Hun har også lagt stemme til adskillige tegnefilm bl.a. Løvernes Konge og Den lyserøde panter og har medvirket i bl.a. Nykøbing F. og Sønderborg Revyen, Tivoli- og Cirkusrevyen.

## Filmografi

### Film
| År   | Titel                               | Rolle        | Noter |
| ---- | ----------------------------------- | ------------ | ----- |
| 1985 | Når engle elsker                    | Meta Nielsen |       |
| 1994 | Kærlighed ved første desperate blik |              |       |
| 1995 | Belma                               | Sygeplejeske |       |
| 2008 | Kandidaten                          | Eva Schiller |       |
| 2008 | En enkelt til Korsør                | Birthe       |       |
| 2014 | Gudsforladt                         |              |       |

### Tv-serier
| År   | Titel                  | Rolle              | Noter           |
| ---- | ---------------------- | ------------------ | --------------- |
| 1989 | Nissebanden i Grønland | Puk                | Julekalender    |
| 1998 | Hvide løgne            | Helle Blom, læge   |                 |
| 1999 | Finn'sk fjernsyn       | Forskellige roller |                 |
| 2002 | Rejseholdet            | Vibs               | Afsnit 28       |
| 2003 | Nikolaj og Julie       | Læge               | Afsnit 18       |
| 2004 | Ørnen                  | Dr. Susanne Helmer | Afsnit 4        |
| 2006 | Klovn                  | Ann                | Afsnit 23 og 28 |
| 2009 | Lærkevej               | Lizzie             | Fem afsnit      |
| 2009 | Store Drømme           | Sofias mor         |                 |
| 2021 | Overleverne            | Ingelises søster   | afsnit 4        |

### Tegnefilm
- Scooby Doo – Vera
- Max og Mule (1992) – Pia
- Løvernes Konge (1994) – Sarafine
- Toy Story (1995) – Bodil
- Dexters Laboratorium (1996) – Mor
- Hercules (1997) – Hera
- Ko og Kylling (1997-2001) – Mor/Fru Lærer
- Johnny Bravo (1997) – Bunny Bravo/Lille Suzie
- Pokémon (1998) – Jessie
- Toy Story 2 (1999) – Bodil
- Digimon (1999-2000) – Sora
- Hercules (2000-2003) – Forskellige stemmer
- Cubix (2001-2005) – Hela Nemo
- Kim Possible (2002) – Bonnie
- Jungledyret Hugo (2003-2004) – Forskellige stemmer
- Der var engang..., afsnit 12-14, 22-23 (2005) – Forskellige stemmer
- Monster High Kun For Spøgelser (2015) - Vandala Doubloons
- Toy Story 4 (2019) - Bodil
- Smølferne (1988) (TV Serie)

### Revyer
- Nykøbing F. Revyen
- Sønderborg Revy

## Eksterne links
- Ann Hjort på Internet Movie Database (engelsk)
- Ann Hjort på Filmdatabasen
- Ann Hjort på danskefilm.dk
- Ann Hjort på danskfilmogtv.dk
- Ann Hjort på Scope
- Ann Hjort på AlloCiné (fransk)
- Ann Hjort på The Movie Database (engelsk)
- Ann Hjort på danskefilmstemmer.dk